# Brunczakowo
Brunczakowo (ros. Брунчаково) – wieś w Rosji, w rejonie mieżdurieczeńskim obwodu wołogodzkiego. W 2010 r. liczyła 6 mieszkańców.